# Delaite-Insel
Die Delaite-Insel (französisch Île Delaite) ist eine 1,5 km lange und 900 m breite Insel vor der Danco-Küste des Grahamlands im Norden der Antarktischen Halbinsel. Im nordzentralen Teil der Wilhelmina Bay liegt sie 5 km nordöstlich der Emma-Insel.
Teilnehmer der Belgica-Expedition (1897–1899) des belgischen Polarforschers Adrien de Gerlache de Gomery entdeckten die Insel. Dieser benannte sie nach Julien Delaite (1868–1922), einem politischen Aktivisten aus der Wallonie und Sponsor der Forschungsreise.